# Панасенко, Владимир Яковлевич
Владимир Яковлевич Панасенко (1926—1943) — подпольщик, партизан-комсомолец, боец партизанского отряда «Гроза».

## Биография
Родился Владимир Панасенко в 1926 году в селе Синявка Неклиновского района Ростовской области. Мать — Панасенко Матрёна Сидоровна. До начала Великой Отечественной войны пионер Володя Панасенко учился в Синявской средней школе, окончил шесть классов. Когда началась война Владимиру было пятнадцать лет. Его село Синявка было захвачено фашистами и Владимир вступил в комсомольское подполье, он с подпольщиками расклеивал листовки, засыпал песок в радиаторы немецких машин, перерезывали провода полевой связи, участвовал в разработке боевых операций. В 1942 году был принят в члены ВЛКСМ. В январе 1943 года с товарищами помог советским воинам бежать из немецкого плена. В феврале 1943 года советские бойцы передовой части 347-й дивизии вошли в село Синявка, но бои ещё шли с немцами, в это время юный комсомолец над зданием сельского Совета водрузил Красное знамя. Затем после освобождения родного села Синявки Владимир Панасенко учился в спецшколе при штабе партизанского движения Южного фронта. С июня 1943 года Владимир Яковлевич — боец партизанского отряда «Гроза». В декабре 1943 года был оправлен с десантом в Николаевскую область, чтобы оказать помощь Константиновскому подполью. В воздухе десант принял бой с немцами, Володя Панасенко и его товарищ были тяжело ранены и попали к фашистам. Гитлеровцы долго мучили, жестоко пытали их, требовали от них, чтобы они сказали зачем были посланы, где и кто должен встретить десант, но парашютисты молчали, мужественно перенося все жестокие пытки. Потом их повесили на площади села Богдановка, перед казнью Володя успел крикнуть: «Запомните меня! Я — Владимир Панасенко из Ростова!».
Владимир Яковлевич Панасенко был похоронен в селе Богдановка Николаевской области в братской могиле.

## Награды
Владимир Яковлевич Панасенко был награждён посмертно орденом Отечественной войны второй степени (Указ Президиума Верховного Совета СССР от 10 мая 1965 года).